# Æthelweard

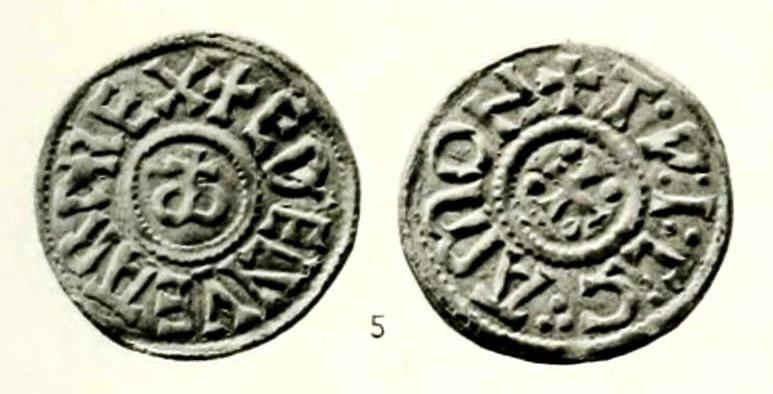
Anvers i revers d'una moneda del regnat de Æthelweard

Æthelweard (mort el 854) fou rei d'Ànglia de l'Est al segle ix, un regne anglosaxó que incloïa els actuals comtats anglesos de Norfolk i Suffolk. Poc se sap del regnat d'Æthelweard i fins i tot les dates concretes del seu regnat no es coneixen exactament. Fou succeït per Sant Edmund, del qui es diu que fou coronat el 25 de desembre del 854.
Abans de l'arribada dels vikings, el regne d'Ànglia de l'Est del segle VI dels angles orientals era ric i potent, amb una distintiva cultura eclesiàstica. Entre aquest temps i el principi del període normand, pràcticament no se sap res de la història d'Ànglia Oriental, excepte que el regne era ric i potent prou per a preservar la seva independència. En alguns casos els seus reis només són coneguts per les monedes que feren encunyar durant els seus regnats. Segons la historiadora Barbara Yorke, els atacs vikings podrien haver arrasat tots els monestirs d'Ànglia Oriental, on es guardaven els llibres i cartorals.
Com passa amb Æthelstan, el seu predecessor, l'evidència textual del regnat d'Æthelweard és molt limitada. No és esmentat a la Crònica anglosaxona. Tanmateix, l'evidència numismàtica en forma de monedes pervivents suggereix que fou el governant d'un regne independent i no sotmès a Mèrcia o Wessex. La data en què Æthelweard esdevenia el rei és incerta, però per convenció es fixa a la segona meitat dels anys 840. Sembla que va morir el 854 i succeït en el govern pel seu fill de catorze anys Edmund, conegut més tard com Sant Edmund, del qui es diu que fou coronat el 25 de desembre de 854.